# Каракалпак (Аулієкольський район)
Каракалпа́к (каз. Қарақалпақ) — село у складі Аулієкольського району Костанайської області Казахстану. Входить до складу Казанбаського сільського округу.
Населення — 147 осіб (2021; 173 у 2009, 345 у 1999, 470 у 1989).